# YUKI LIVE "5-star" 〜The gift will suddenly arrive〜
『YUKI LIVE "5-star" 〜The gift will suddenly arrive〜』は、YUKIのライブ・ビデオ。2008年5月28日にリリースされた。

## 概要
- 2007年にソロデビュー5周年を記念したスペシャルライブ「YUKI LIVE "5-star"」のファイナル公演となった日本武道館での模様が収められており、撮り下ろしのショートフィルムやYUKI本人がこのライブについて語るインタビュー映像なども収録している。
- 特典映像として、ライブのために制作されたスクリーン映像を収録。
- 当初は4月16日発売（シングル「汽車に乗って」と同時発売）とされていたが、公式サイトでは「より良い内容にするため」という理由で延期された。
- 「5-star」に掛け、税込価格は5555円だった。

## 収録内容

### CHAPTER
1. The party begins　#
2. The gift will suddenly arrive　☆
3. 長い夢　☆
4. Talk about the Album "five-star"　#
5. メランコリニスタ　☆
6. 裸の太陽　☆
7. センチメンタルジャーニー　☆
8. Talk about the LIVE "5-star"　#
9. Joy to the world　#
10. ティンカーベル　☆
11. DANCE ON　☆
12. ヘイ!ユー!　☆
13. Talk about the "Band ASTRO"　#
14. ふがいないや　☆
15. 毎日が誕生日　#
16. バースディ　☆
17. JOY　☆
18. Looking back on the LIVE "5-star"　#
19. 歓びの種　☆
20. ワンダーライン　☆
21. Happy Birthday to me　#
22. プリズム　☆
23. Happy Birthday to YUKI　☆
24. The party is over　#

（☆：LIVE映像　#：撮りおろし映像）

### PROJECTION
1. The gift will suddenly arrive
2. 長い夢
3. 裸の太陽
4. センチメンタルジャーニー
5. DANCE ON
6. ヘイ!ユー!
7. バースディ
8. JOY
9. Everyday is My Birthday

## ライブ日程
| 公演数 | 開催日  | 会場         |
| ------ | ------- | ------------ |
| 01     | 10月6日 | 大阪城ホール |
| 02     | 10月7日 | 大阪城ホール |
| 03     | 11月1日 | 日本武道館   |
| 04     | 11月2日 | 日本武道館   |